# 국제 식별번호
- COSPAR ID (P247)
(사용 현황)

NSSDC ID는 전 세계 인공위성의 일련번호이다. International Designator(국제식별번호) 또는 COSPAR designation(코스파 식별번호)으로 부르기도 한다. 지구 상공을 돌고 있는 모든 인공위성에는 이 번호가 부여된다.
번호의 형식은 "발사년도-세자리숫자세자리문자"로 구성된다. 예를 들면, 세계 최초의 인공위성 스푸트니크 1호의 우주발사체의 NSSDC ID는 1957-001A이며, 스푸트니크 1호 인공위성의 NSSDC ID는 1957-001B이다. 발사가 실패하면 NSSDC ID를 부여하지 않는다. 카탈로그는 미국 NASA 산하의 미국 우주과학 데이터 보관소 (NSSDC)에서 관리한다.
국제우주정거장(ISS)의 NSSDC ID는 1998-067A이다.

## NSSDC ID 찾는 방법
- NSSDCA ID (P8913)
(사용 현황)

해당 인공위성의 NSSDC ID를 찾으려면, 구글에서 "NSSDC 영어인공위성이름" 또는 "SPACEWARN Bulletin 영어인공위성이름"을 검색하면 NSSDC에서 게시하는 SPACEWARN Bulletin의 정보가 나온다.
예를 들어서, 대한민국 최초의 인공위성인 우리별 1호의 NSSDC ID는 1992-052B이다. 이것은 에 정보가 있으며, URL 링크의 마지막에 ID 번호를 입력하면 해당 인공위성에 대한 발사일, 발사장소, 발사체, 경사각, 원지점, 근지점, 주기, 이심률 등의 정보가 나온다.

## 같이 보기
- 위성 목록 번호